# Enclave Sigmaringen
O Enclave Sigmaringen, oficialmente Comissão Governamental Francesa para a Defesa dos Interesses Nacionais, também conhecido como Delegação do Governo Francês para a Defesa dos Interesses Franceses na Alemanha foi o remanescente exilado da França de Vichy, simpatizante do nazismo, que fugiu para a Alemanha durante a Libertação da França, perto do final da Segunda Guerra Mundial, a fim de evitar a captura pelo avanço das forças aliadas. Instalado no requisitado Castelo de Sigmaringen como sede do governo no exílio, o líder francês de Vichy, Philippe Pétain, e vários outros colaboradores aguardavam o fim da guerra.

## História

### Contexto
A Alemanha nazista invadiu a França em maio de 1940, durante o início da Segunda Guerra Mundial. O Armistício de 22 de junho de 1940 encerrou as hostilidades, dividindo a França em duas zonas: uma zona ocupada no norte e oeste, e uma nominalmente "zona livre" (Zone libre) no sul e leste. Conhecida oficialmente como o "Estado Francês", a Zone libre ficou conhecido como o "França de Vichy" pela localização do seu capital nominal. O regime era chefiado pelo marechal Philippe Pétain, a quem foram dados plenos poderes para controlar o regime. Em novembro de 1942, a Zone libre também foi ocupada pelos alemães, em resposta ao desembarque dos Aliados no Norte de África. Vichy perdeu a sua força militar, mas continuou a exercer jurisdição sobre a maior parte da França Metropolitana até o colapso gradual do regime de Vichy após a invasão aliada em junho de 1944 e a libertação contínua da França. 

### Transição

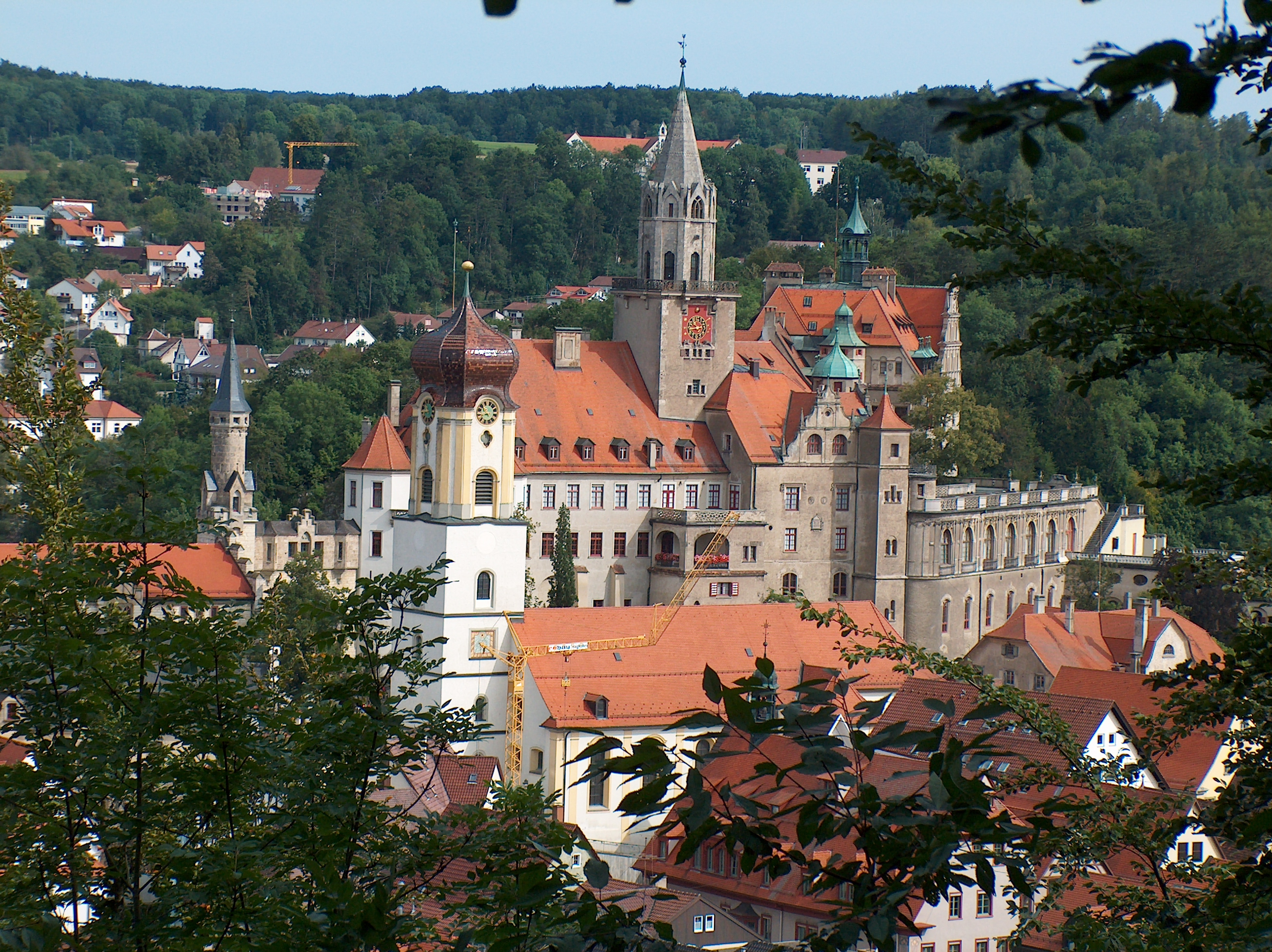
Castelo de Sigmaringen, visto do sul

Em 17 de agosto de 1944, o chefe do governo e ministro das Relações Exteriores de Vichy, Pierre Laval, realizou o último conselho governamental com cinco de seus ministros.  Com a permissão dos alemães, ele tentou convocar de volta a Assembleia Nacional anterior com o objetivo de lhe dar poder  e assim impedir os comunistas e de Gaulle.  Assim obteve o acordo do embaixador alemão Otto Abetz para trazer Édouard Herriot, (Presidente da Câmara dos Deputados) de volta a Paris.  Mas os ultra-colaboracionistas Marcel Déat e Fernand de Brinon protestaram junto dos alemães, que mudaram de ideias  e levaram Laval para Belfort  juntamente com os restos do seu governo, "para garantir a sua segurança legítima", e prendeu Herriot. 

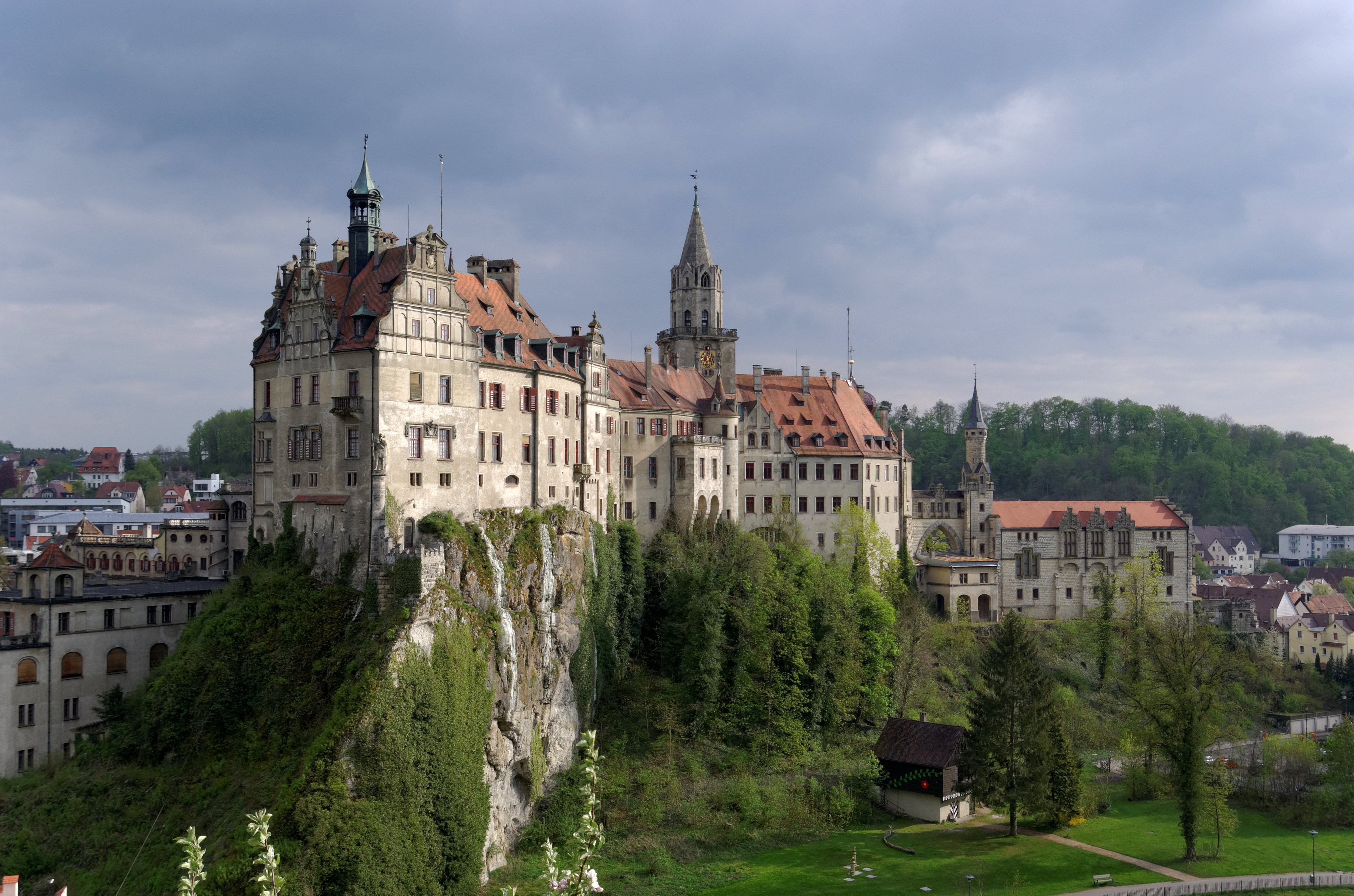
Vista do nordeste

Também em 17 de agosto, Cecil von Renthe-Fink, "delegado diplomático especial do Führer junto ao Chefe de Estado francês", pediu a Pétain que se deixasse transferir para a zona norte.  Pétain recusou e pediu uma formulação escrita deste pedido.  Von Renthe-Fink renovou o seu pedido duas vezes no dia 18, depois regressou no dia 19, às 11:30, acompanhado pelo general Alexander Neubronn von Eisenberg, que lhe disse ter "ordens formais de Berlim".  O texto escrito é submetido a Pétain: “O Governo do Reich instrui que a transferência do Chefe de Estado seja realizada, mesmo contra a sua vontade”.  Confrontados com a contínua recusa do marechal, os alemães ameaçaram trazer a Wehrmacht para bombardear Vichy.  Depois de ter solicitado ao embaixador suíço Walter Stucki para testemunhar a chantagem dos alemães, submeteu Pétain. Quando Renthe-Fink entrou no gabinete do marechal no Hôtel du Parc com o general von Neubronn "às 19h30", o Chefe de Estado supervisionava a arrumação das suas malas e papéis.  No dia seguinte, 20 de agosto de 1944, Pétain foi levado contra a sua vontade pelo exército alemão para Belfort e depois, em 8 de setembro, para Sigmaringen, no sudoeste da Alemanha,  onde dignitários do seu regime se refugiaram.

### Formação
Hitler requisitou o Castelo de Sigmaringen pertencente aos Hohenzollerns na cidade de Sigmaringen, na Suábia, sudoeste da Alemanha.  Este foi então ocupado e usado pelo governo de Vichy no exílio de setembro de 1944 a abril de 1945. O chefe de estado de Vichy, marechal Philippe Pétain, foi levado para lá contra a sua vontade e recusou-se a cooperar,  e o ex-primeiro-ministro Pierre Laval também recusou.  Apesar dos esforços dos colaboracionistas e dos alemães, Pétain nunca reconheceu a Comissão Sigmaringen.  Os alemães, querendo apresentar uma fachada de legalidade, alistaram outros funcionários de Vichy, como Fernand de Brinon, como presidente, juntamente com Joseph Darnand, Jean Luchaire, Eugène Bridoux e Marcel Déat. 
Em 7 de Setembro de 1944,  fugindo do avanço das tropas aliadas para França, enquanto a Alemanha estava em chamas e o regime de Vichy deixava de existir, mil colaboradores franceses (incluindo uma centena de funcionários do regime de Vichy, algumas centenas de membros da milícia francesa, os militantes do partido colaboracionista e a equipe editorial do jornal Je suis partout), mas também alguns oportunistas também se exilaram em Sigmaringen.
Os líderes das milícias procuraram recrutar novos membros para aumentar as fileiras da Franc-Garde, encontrando simpatizantes, especialmente nos campos de trabalhos forçados de prisioneiros na Alemanha. O seu objectivo era promover o ideal de uma verdadeira Revolução Nacional, preparando-se activamente para uma luta clandestina através da criação de grupos Maquis. A Opération Maquis Blanc foi projetado para lançar de pára-quedas os agitadores políticos, que, quando chegasse a hora, semeariam o pânico e preparariam futuros agentes que seriam capazes de se infiltrar na sociedade francesa com mais facilidade do que os agentes alemães.

### Status legal
O castelo recebeu a designação oficial da Alemanha como extraterritorializado para a França e tornou-se legalmente um enclave francês, completo com hasteamento de bandeira.  Era uma questão de alguma importância tentar obter reconhecimento legal para o governo no exílio de outros países, porém em Sigmaringen havia apenas as embaixadas da Alemanha e do Japão  e um consulado italiano que mantinha uma presença . A comissão governamental foi, portanto, um enclave legalmente francês de setembro de 1944 a abril de 1945. 

### Comissão
Os escritórios usaram o título oficial de Delegação Francesa (Délégation française) ou a Comissão do Governo Francês para a Defesa dos Interesses Nacionais.
A comissão tinha estação de rádio própria (Radio-patrie, Ici la France) e imprensa oficial (La France, Le Petit Parisien) e sediou as embaixadas das Potências do Eixo: Alemanha, Itália e Japão. A população do enclave era de cerca de 6.000 pessoas, incluindo conhecidos jornalistas colaboracionistas, os escritores Louis-Ferdinand Céline e Lucien Rebatet, o ator Robert Le Vigan, e suas famílias, bem como 500 soldados, 700 SS franceses, prisioneiros de guerra e civis franceses. trabalhadores forçados. 

### Cotidiano
Pétain e seus ministros, embora "em greve",  foram alojados no castelo requisitado de Sigmaringen. Pétain escolheu uma suíte que não fosse muito grande, pois fazia menos frio. O resto do enclave estava alojado em escolas e ginásios convertidos em dormitórios, em escassos quartos de residências privadas ou em hotéis como o Bären ou o Löwen  que foram reservados principalmente para convidados mais ilustres, notadamente o romancista Louis-Ferdinand Céline, que escreveu sobre a experiência em seu livro de 1957, Castle to Castle.  Céline descreve detalhadamente o Löwen Brasserie onde os franceses se reuniam para acompanhar as notícias da aproximação dos exércitos aliados e para falar sobre os últimos rumores sobre a iminente, embora improvável, vitória alemã na guerra. 
Os recém-chegados viviam com dificuldade nas habitações apertadas da cidade sob os estrondos das bombas americanas no verão, mas era pior durante o inverno intensamente frio que atingiu -30°C em dezembro de 1944: Tendo deixado a França em pânico antes do avanço das forças aliadas, chegaram exclusivamente com roupas de verão e sofreram com o frio. A habitação inadequada, a alimentação insuficiente, a promiscuidade entre os paramilitares e a falta de higiene facilitaram a propagação de inúmeras doenças, incluindo a gripe e a tuberculose, e uma elevada taxa de mortalidade entre as crianças; doenças que foram tratadas da melhor maneira possível pelos únicos dois médicos franceses, Doutor Destouches (sobrenome de Céline na vida real) e Bernard Ménétrel. 

### Dissolução
Em 21 de abril de 1945, o General de Lattre ordenou que suas forças tomassem Sigmaringen. O fim veio em poucos dias. No dia 26, Pétain foi capturado após retornar voluntariamente à França,  e Laval fugiu para a Espanha.  Brinon,  Luchaire e Darnand foram capturados, julgados e executados em 1947. Outros membros fugiram para a Itália e Espanha.

## Exilados
Os exilados incluíam os relutantes Pétain e Laval, os membros da Comissão, bem como vários milhares de outros colaboradores ou simpatizantes dos nazistas. Alguns residentes proeminentes do enclave incluem: 
- Abel Bonnard
- Maud de Belleroche
- Jean Bichelonne
- Victor Barthélemy
- Louis-Ferdinand Céline
- Victor Debeney
- Lucette Destouches
- Roland Gaucher
- Jacques Bouly de Lesdain
- Robert Le Vigan
- Corinne Luchaire
- Bernard Ménétrel
- Georges Oltramare
- Lucien Rebatet
- Simon Sabiani